# Théâtre du Faux Coffre
Le Théâtre du Faux Coffre est une compagnie de théâtre québécoise fondée en 2005, située à Saguenay, au Canada. Elle a été fondée par Les Clowns Noirs, qui en sont à peu près les seuls artisans.

## Historique
Cette troupe de théâtre tire son nom de leur accessoire scénique principal : un faux coffre de bois d'environ trois mètres de large par un mètre de profondeur et 2 mètres de haut.
Le Théâtre du Faux Coffre se produit à la Salle Murdock du Centre des arts et de la culture de Chicoutimi.

## Les Clowns Noirs
Les Clowns Noirs sont au nombre de 5.
- Diogène (Martin Giguère)
- Trac (Patrice Leblanc)
- Grossomodo (Pierre Tremblay)
- Piédestal (Pascal Rioux)
- Contrecœur (Éric Laprise)

## Pièces
- (2005) La Farce de Maître Pierre Pathelin avec prologue et intermèdes clownesques noircis (37 représentations)
- (2006) En attendant l'dégât d'eau (62 représentations)
- (2007) Roméo et Juliette de William Shakespeare (22 représentations)
- (2008) Barabbas dans la Passion (27 représentations)
- (2009) Le Clown noir au Masque de Fer (10 représentations)
- (2010) Les lectures de Diogène (24 représentations)
- (2010) Trac : Ma vie en théâtroscope (17 représentations)
- (2010) Le conte bancaire de Piédestal (15 représentations)
- (2010) Pendant ce temps dans la tête de Grossomodo (12 représentations)
- (2011) Le Contre cabaret (9 représentations)
- (2012) Une Parade avec Gille, Épisode 1 : L'Oreiller

## Trame de fond
L'ensemble des pièces du Théâtre du Faux Coffre raconte l'histoire des Clowns Noirs, cinq comédiens voulant faire du théâtre en région éloignée mais dont la subsistance est périlleuse dû, entre autres, à leur incapacité d'obtenir des subventions et à l'action de la brigade anti-culture, un organisme gouvernemental voulant mettre un terme aux productions artistiques originales en éliminant ou corrompant les artistes.
Leur dernière production, Barabbas dans la Passion, s'éloigne cependant de cette trame de fond. En effet, c'est la seule pièce pour laquelle les Clowns Noirs ont reçu une subvention et à laquelle participe d'autres artistes que les Clowns eux-mêmes.

## Revue de presse
- Article de Jean-François Caron paru dans le journal Voir le 4 septembre 2008
- Article de Mélissa Gagnon parue dans Le Quotidien du 21 novembre 2009